# Kỳ giông Tarahumara
Kỳ giông Tarahumara, tên khoa học Ambystoma rosaceum, là một loài kỳ giông thuộc họ Ambystomatidae. Đây là loài đặc hữu của México.
Môi trường sống tự nhiên của chúng là rừng ôn đới, vùng núi ẩm nhiệt đới hoặc cận nhiệt đới, đồng cỏ nhiệt đới hoặc cận nhiệt đới vùng đất cao, sông ngòi, đầm nước ngọt, vùng đồng cỏ, và ao. Chúng hiện đang bị đe dọa vì mất môi trường sống.